# 民族之歌

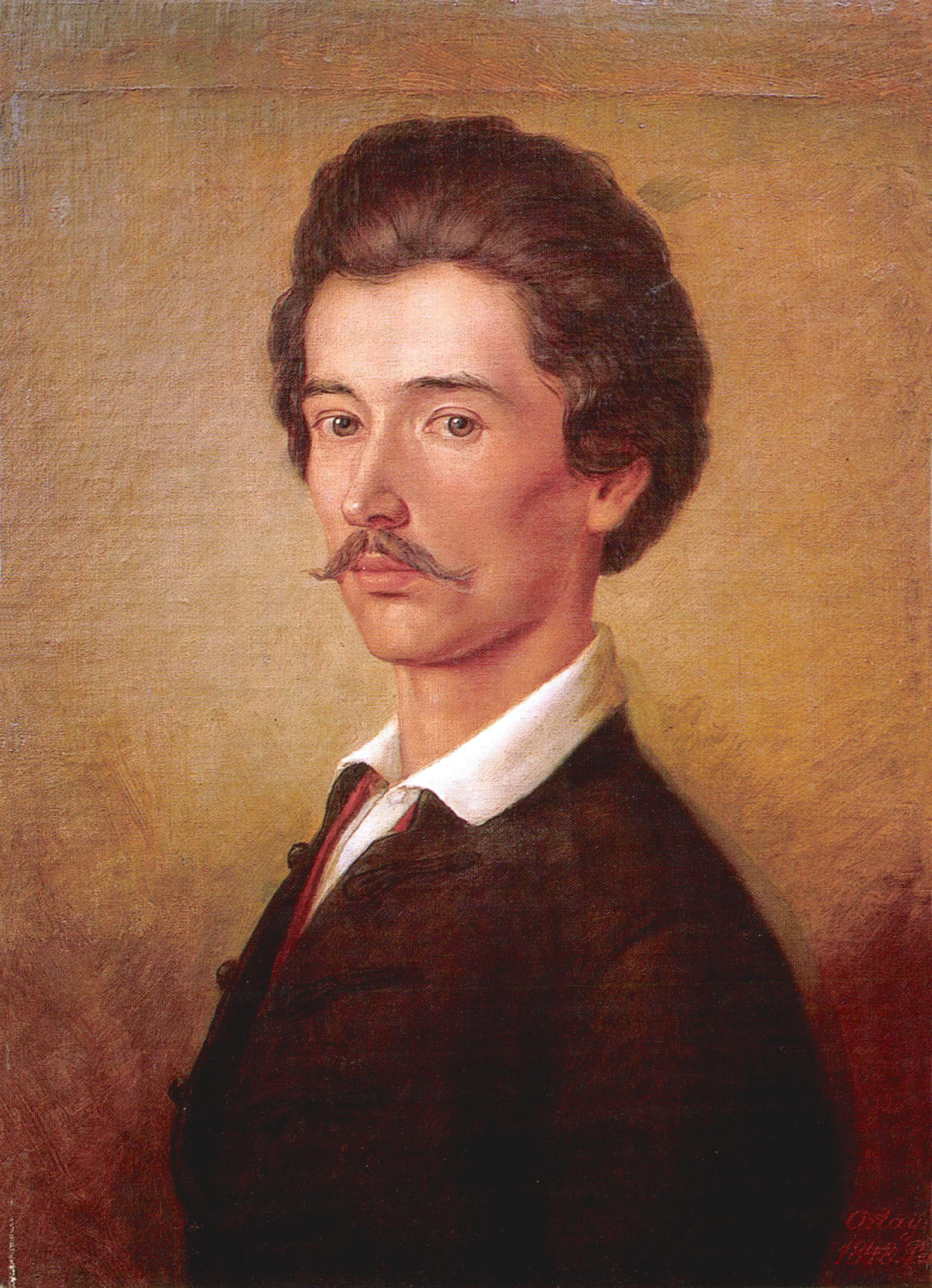
《民族之歌》的作者裴多菲·山多尔

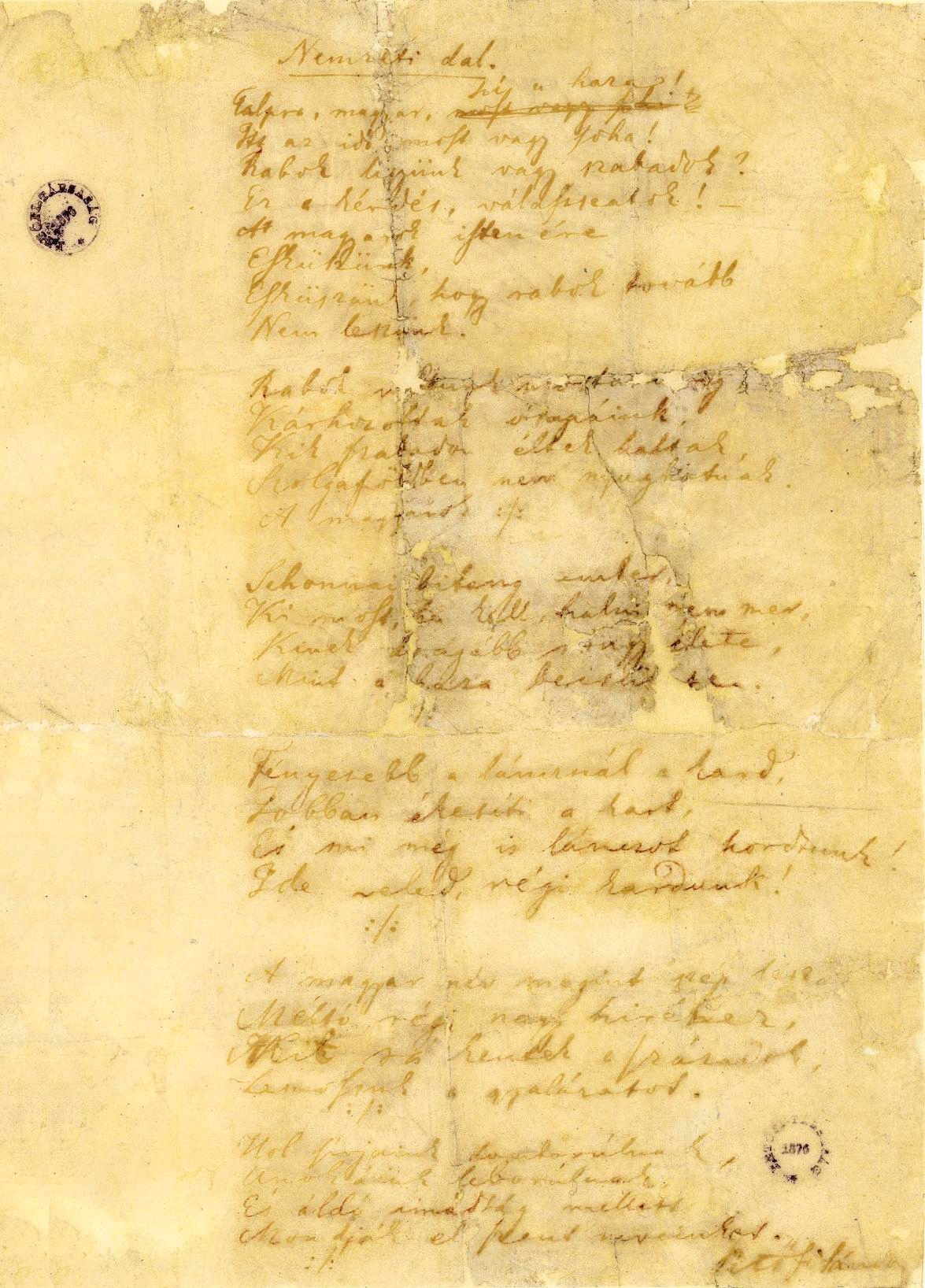
《民族之歌》的手稿

《民族之歌》（匈牙利語：Nemzeti dal，也有“国歌”的意思）是匈牙利诗人裴多菲·山多尔在1848年匈牙利革命期间创作的诗歌，被认为是匈牙利非正式的国歌。

## 创作背景
1848年3月13日，维也纳爆发了革命，梅特涅首相被迫辞职，并颁布了新宪法。裴多菲在当天晚上写下这首诗。关于本篇的写作过程，裴多菲在1848年3月17日的《日记》中写道，“《民族之歌》是我在3月15日的前两天为了青年人在3月19日这一天举行庆祝活动而写的，由于后来所发生的许多事件，这次大会已没有举行的必要了。当我坐在一张桌子旁边写《民族之歌》的时候，我的妻子就坐在另一张桌子旁边，为自己缝制一顶红、白、绿三色民族帽子。” 3月14日夜里，以裴多菲为首的聚集在毕尔瓦兹咖啡馆的匈牙利革命者，积极筹备第二天在匈牙利首都佩斯的群众起义活动。3月15日黎明，佩斯的革命群众在裴多菲领导下，一致通过了他在3月13日（即维也纳起义当天）晚上写成的战斗诗篇《民族之歌》和由当代著名小说家约卡伊·莫尔起草的实行资产阶级改革的政治纲领《十二条》。清晨，一万多名革命群众冒雨集合在民族博物馆前，裴多菲当众朗诵了他的《民族之歌》，游行队伍以匈牙利三色旗为前导，向全国最大的兰德纳印刷所前进，以人民的名义夺取了印刷机器。起义群众不顾检査官的阻挠，作为起义的传单，印出了裴多菲的《民族之歌》和《十二条》。政府在群众的压力下，接受了《十二条》的部分内容。裴多菲领导的起义队伍掌握了布达佩斯的全部政权。起义的当天晚上，在佩斯的民族剧院上演了考托诺·尤若夫的反抗德国统治的悲剧《邦克总督》，裴多菲的《民族之歌》也被配上歌曲进行了演唱。

## 赏析
全诗由六节组成，每节均有四行复句，而且复句中最重要和精彩的诗句是“我们不再继续作奴隶！”这是全诗的灵魂，也是裴多菲发动这次起义的最终目的。诗人在本篇中提出了那个时代最尖锐的问题：“作奴隶，还是作自由人?”他认为，争取匈牙利民族独立，唯一的途径必须走人民革命战争的道路；发动起义，必须“手持军刀，走向宝座”，砍掉统治者的头颅。 当裴多菲在民族博物馆前朗诵本篇时，游行队伍中高呼的口号和佩斯街头贴出的标语，均为“我们不再继续作奴隶”，这一诗句，这说明全诗的高潮在于每节的末句，它标志着起义群众的战斗目标。
|            | 起来，匈牙利人，祖国正在召唤！ 是时候了，现在幹，还不算太晚！ 愿意作自由人呢，还是作奴隶？ 你们自己选择吧，就是这个问题！ |
| ——民族之歌 | |

《民族之歌》初稿第一节首句原为“起来，匈牙利人，现在幹，还是永远不幹。”3月15日清晨，诗人在毕尔瓦兹咖啡馆的革命青年中朗诵此诗时，接受群众的意见，将其改为“起来，匈牙利人，祖国正在召唤！”增强了诗歌的号召力、战斗力。
就形式来说，这首诗是采取匈牙利古老民歌的形式写成的。它的成功，在于诗情越来越激昂，笔锋越来越锐利，不论内容、情节、布局、韵律都在最后的复句中达到高潮：
|            | 向匈牙利人的上帝宣誓， 我们宣誓， 我们宣誓： 我们不再继续作奴隶! |
| ——民族之歌 |                                                                  |

## 中译
《民族之歌》是裴多菲第一首被翻译成中文的诗歌。1921年，茅盾曾用“雕冰”的笔名翻译了这首诗，诗题译为《匈牙利国歌》，发表于同年10月10日上海出版的《民国日报副刊·觉悟》栏中。 1940年6月由“诗时代社”在浙江金华出版了覃子豪从日文翻译的《裴多菲诗》， 其中收录了此诗，诗题译为《起来吧!马扎尔人哟!》。 1954年，在匈牙利留学生高恩德、梅维佳的帮助下，翻译家孙用出版了包含105首长短诗的《裴多菲诗选》，收录了此诗。 1983年，上海译文出版社出版了兴万生由匈牙利语翻译而来的《裴多菲诗选》，收录此诗。 1995年，花山文艺出版社出版了由张清福、张玉平、袁芳远、杨桂媛从裴多菲全集英文版翻译的《裴多菲诗选》，收录此诗。